# STEP A GO! GO!
「STEP A GO! GO!」（ステップアゴーゴー）は、戸松遥の15枚目のシングル。2015年9月30日にミュージックレインから発売された。

## 概要
前作「courage」から約10か月を置いてのリリースであり、2015年の作品。本作の発売は2015年7月20日に東京国際フォーラムで開催された『戸松遥 3rd Live Tour 2015 “Welcome!Harukarisk*Land!!!”』で発表された。
初披露と表題曲のタイトルは『戸松遥 3rd Live Tour 2015 “Welcome!Harukarisk*Land!!!”』の福岡公演で発表された。
表題曲「STEP A GO! GO!」は、頑張っている人を応援する。応援ソングになっている。
販売形態は初回生産限定盤と通常盤の2種リリースで、初回生産限定盤には表題曲のPVを収録したDVDが同梱されている。

## 収録曲
1. STEP A GO! GO! [4:21]
作詞：古屋真 作曲：渡辺拓也 編曲：古川貴浩
2. 愛しい光 [5:00]
作詞：林由姫 作曲：近藤圭一 編曲：籠島裕昌
3. STEP A GO! GO!（Instrumental）[4:20]

DVD（初回生産限定盤のみ）
1. STEP A GO! GO! （Music Clip）
2. STEP A GO! GO!  （TV Spot 15sec+30sec）

## 収録作品

### Blu-ray Disc
| 発売日         | BD/タイトル                                            | 備考                        |
| STEP A GO! GO! | STEP A GO! GO!                                         | STEP A GO! GO!              |
| -------------- | ------------------------------------------------------ | --------------------------- |
| 2016年2月17日  | 戸松遥 3rd Live Tour 2015 “Welcome!Harukarisk*Land!!!” | 戸松遥3作目のライブ映像作品 |